# Cuộc chiến nội cung
Cuộc chiến nội cung (tiếng tiếng Hàn: 궁중잔혹사 – 꽃들의 전쟁; Romaja: Gungjungjanhoksa – Ggotdeul-ui Jeonjaeng ; Tiếng Anh: Blooded Palace: War of Flower) là một bộ phim truyền hình lịch sử Hàn Quốc năm 2013 với sự tham gia của Kim Hyun-joo, Lee Deok-hwa, Song Seon-mi, Jung Sung-mo, Jung Sung-woon, Kim Joo-young, KoWon-hee và Jun Tae-soo. Phim được phát sóng trên jTBC từ ngày 23 tháng 3 đến ngày 8 tháng 9 năm 2013 vào thứ bảy và chủ nhật lúc 20:45 trong 50 tập.
Với bộ phim này, Kim Hyun-joo đã được đề cử cho Giải thưởng Nữ diễn viên Xuất sắc tại APAN Star Awards 2013.
Bộ phim kể lại cuộc đời của Phế Quý nhân Triệu thị, một Hậu cung tần ngự hàm Tòng nhất phẩm thuộc Nội mệnh phụ, nổi tiếng là độc ác và lũng đoạn triều chính vào cuối thời kì Triều Tiên Nhân Tổ và cuộc tranh đấu hậu cung nhằm đoạt được vương vị.

## Cốt truyện
Đây là một câu chuyện nói về mặt tối của cung đình. Yam Jeon vốn là một cô gái ngây thơ trong sáng, song vì thân phận tiểu thiếp bức ép đã trở nên tàn nhẫn thủ đoạn, hại biết bao nhiêu người. Hợp tác cùng thừa tướng Kim Ja-jeom và lợi dụng sự sủng ái của Triều Tiên Nhân Tổ, Yam Jeon từ con gái của một tiểu thiếp nhỏ bé đã từng bước từng bước tiến tới vị Tòng nhất phẩm Quý nhân, với tham vọng đưa con trai của mình là Sùng Thiện Quân lên làm Quốc Vương.

## Diễn viên
| Diễn viên      | Nhân vật                         | Chú thích | Nhân vật trong lịch sử                    |
| -------------- | -------------------------------- | --- | ----------------------------------------- |
| Kim Hyun Joo   | Quý nhân Triệu thị (Jo Yam Joen) | Thục Viên (소원, 昭媛) → Chiêu Dung (소용, 昭容) → Chiêu Nghi (숙의 淑儀) → Quý Nhân (귀인, 貴人). Vốn là con của tì thiếp, nên dù yêu tha thiết Nam Hyeok, nhưng Yam Joen không thể trở thành chính thất, cũng như luôn bị mẹ anh xua đuổi do thân phận thấp hèn. Phẫn uất vì chịu nhiều tủi nhục, Yam Joen quyết tâm phải trở thành quý tộc quyền lực để bắt những người khinh rẻ mình phải trả giá. Nàng cam tâm trở thành công cụ cho đại nhân Ja Jeom dùng tiến cung để mê hoặc vua, nhằm thực hiện mưu đồ đảo chính. Với tư sắc diễm lệ, công phu tranh sủng lợi hại, mưu kế ác độc, nàng dần dần khiến vua Injo rơi vào bẫy mà nhận được sự sủng ái vô tận. Nàng sẵn sàng vấy máu những ai cản đường mà người đầu tiên chính là Nam Hyeok – chàng trai mà Yam Joen nguyện trao thân và yêu tha thiết trước đây… | Phế Quý nhân Thuần Xương Triệu thị        |
| Lee Deok-hwa   | Triều Tiên Nhân Tổ               | Một vị vua bạc nhược, nhưng ham mê quyền lực, hay nghi ngờ những người thân cận xem thường mình. Dù bề ngoài tỏ ra uy nghiêm, đĩnh đạc nhưng bên trong lại luôn đau đớn với nỗi nhục phải dập đầu trước những kẻ ngoại bang ông luôn cho là "mọi rợ". Không phải là bậc quân vương ngồi trên ngai vàng, vua Injo dưới diễn xuất của Lee Duk Hwa nổi lên như một người đàn ông bình thường, phải gánh trên vai trách nhiệm quá sức và vì thế thường bị chi phối bởi mưu kế của Yam Joen dù biết rõ tham vọng của nàng. Triều Tiên Nhân Tổ được xem là vị vua tàn nhẫn và bất tài bậc nhất trong lịch sử Triều Tiên. | Triều Tiên Nhân Tổ Lý Tông                |
| Jun Tae-soo    | Nam Hyeok                        | Tình yêu đầu đời của Yam Jeon. Anh yêu Yam Jeon thật sự, nhưng mẫu thân của anh luôn khinh rẻ và xua đuổi cô. Sau này cô trở thành nội mệnh phụ, bao lần lợi dụng và hãm hại anh. Anh quyết định chống lại cô và đến phút cuối, anh vẫn tha thứ cho cô. | Nhân vật hư cấu                           |
| Go Won-Hee     | Trung điện Triệu thị             | Nhập cung khi mới 15 tuổi, tuy trưởng thành và điềm đạm hơn so với lứa tuổi của mình nhưng cô cũng vấp phải những mưu toan khôn lường từ Quý nhân Triệu thị. Trải qua nhiều cuộc mưu hại, một cô gái ngây thơ ngày nào đã mang một nỗi hận thù lớn dành cho Quý nhân Triệu thị và quyết tâm làm độc phụ kia sống không bằng chết.... | Trang Liệt Vương hậu Dương Châu Triệu thị |
| Song Seon Mi   | Vương thế tử tần Khương thị      | Chính thê của Vương thế tử. Một nữ nhân sang trọng và cá tính, được ca tụng như một vị Thế tử tần gần gũi với dân chúng. Ẩn sâu trong đó là một người vô cùng quật cường, ngoài chịu khổ đi lưu đày, trong phải đối mặt với sự nghi kị và ghét bỏ của cha chồng là vua Nhân Tổ. Bằng sự thông minh của mình, nàng khiến Yam Jeon không ít lần thua đau đớn. Nhưng cuối cùng, nàng vẫn bị Yam Jeon hạ bệ bằng thủ đoạn bỉ ổi và bị chính cha chồng ban chết, người chồng và hai đứa con của nàng cũng bị Yam Jeon hạ thủ. Vốn thân thiết với Trung điện Triệu thị. Sau này Trung điện phần vì muốn trả thù cho cái chết oan ức của nàng mà ban hình ném đá đến chết cho Yam Jeon. | Mẫn Hoài Tần Câm Xuyên Khương thị         |
| Jung Sung Woon | Thế tử điện hạ                   | Trưởng tử của Nhân tổ và Nhân Liệt Vương hậu. Một vị Thế tử yêu nước thương dân, định sẵn là vị quân chủ anh minh trong tương lai với tư tưởng rộng mở và tiến bộ, nhưng lại nhận cái chết vô cùng oan uổng đến từ chính người cha luôn nghi kị là vua Nhân Tổ, với sự bày mưu của Quý nhân Yam Jeon. | Chiêu Hiến Thế tử Lý Uông                 |
| Kim Joo Young  | Phụng Lâm Đại quân               | Vương tử thứ hai của vua Nhân Tổ và Nhân Liệt Vương hậu, cùng mẹ với thế tử So Hyun. Một người thông minh hiền lành, quý mến người anh là So Hyun và chị dâu, luôn cùng Jang Ryeol chống lại Yam Jeon. Cuối cùng sau này trở thành vua kế nhiệm. | Triều Tiên Hiếu Tông Lý Hạo               |
| Jung Sung Mo   | Hữu thừa tướng Kim Ja Jeom       | Một vị quan trước đây hết mực trung thành với vua Nhân Tổ, nhưng bị Injo đối xử tệ bạc. Căm phẫn, quyết dùng Yam Jeon để khiến lật đổ vua Nhân Tổ. Cuối cùng làm nhiều điều ác, bị xử chết. | Kim Tự Điểm                               |

## Phát sóng quốc tế
| Quốc gia  | Mạng / trạm (s)                                  | Ra mắt loạt | Chức vụ |
| --------- | ------------------------------------------------ | --- | --- |
| Hàn Quốc  | JTBC (bản gốc)                                   | 23 tháng 3 năm 2013 - 8 tháng 9 năm 2013 (Thứ Bảy và Chủ Nhật 20:45 - 22:00)                                                    | 궁중 잔혹사 - 꽃 들의 전쟁 (Gungjungjanhoksa - Ggotdeul-ui Jeonjaeng; lit: Palace Cruel - War of Flowers)        |
| Hàn Quốc  | EXF +                                            | Ngày 13 tháng 8 năm 2018 - ngày 19 tháng 10 năm 2018 (Thứ Hai đến Thứ Sáu 08:50 - 10:10, 15:10 - 16:30, 21:10 - 22:30)          | 궁중 잔혹사 - 꽃 들의 전쟁 (Gungjungjanhoksa - Ggotdeul-ui Jeonjaeng; lit: Palace Cruel - War of Flowers)        |
| Hồng Kông | Kênh phim truyền hình / Kênh kịch HD (有線 劇集) | 28 tháng 3 năm 2014 - 20 tháng 6 năm 2014 (Thứ Hai đến Thứ Sáu 20:00 - 21:00)                                                   | 宮 Slovakia 史 - 花 的 戰爭 (; sáng:)                                                                            |
| Hồng Kông | Kênh số 1 (1)                                    | 23 tháng 2 năm 2016 - 17 tháng 5 năm 2016 (Thứ Hai đến Thứ Sáu 22:30 - 23:30)                                                   | 宮 Slovakia 史 - 花 的 戰爭 (; sáng:)                                                                            |
| Đài Loan  | EBC (東 森 台)                                   | Ngày 7 tháng 10 năm 2014 - ngày 13 tháng 10 năm 2014 (Thứ Hai đến Thứ Sáu 20:00 - 22:00, Từ ngày 14 tháng 10 đến 23:00 - 24:00) | 宮中殘酷史-花的戰爭 (Gōngzhōng cánkù shǐ-hua de zhànzhēng; lit: Lịch sử tàn bạo của Palace - The War of Flowers) |
| Đài Loan  | CHT MOD                                          | Ngày 8 tháng 10 năm 2014 - ngày 2 tháng 1 năm 2015 (Thứ Hai đến Thứ Sáu 19:00 - 21:00)                                          | 宮中殘酷史-花的戰爭 (Gōngzhōng cánkù shǐ-hua de zhànzhēng; lit: Lịch sử tàn bạo của Palace - The War of Flowers) |
| Myanmar   | MRTV-4                                           | Ngày 10 tháng 6 năm 2014 - 2014 Tháng ngày (Thứ Hai đến Thứ Sáu 21: 30-22: 10)                                                  | (; sáng:) |
| Thái Lan  | AMARIN TV HD (ทีวี)                                | Ngày 18 tháng 7 năm 2018 - ngày 14 tháng 9 năm 2018 (Thứ Tư, thứ Năm, thứ Sáu từ 13.30 - 14.30)                                 | โซ ยง Soy Soy (Soyng nāngphỵā wạnghạnglwng; lit: Ying Yong Wanpai)                                               |